# Yagazie Emezi
Yagazie Emezi (* 2. března 1989) je nigerijská umělkyně a nezávislá fotožurnalistka samouk se sídlem v Lagosu v Nigérii.

## Životopis
Emezi, rodačka z Old Umuahia v Umuahia South ve státě Abia, se narodila 2. března 1989 a vyrostla v Aba v Nigérii. Je mladší ze dvou sourozenců, její starší sestra je Akwaeke Emezi.

## Kariéra
Emezi začala s fotografií v roce 2015 a její snímky publikovali například: The Washington Post, National Geographic, Al-Džazíra, The New York Times, Vogue, Newsweek, Inc., TIME, The Guardian, Refinery29, Everyday Projects, The Weather Channel a The New York Times Magazine. V roce 2017 žila Emezi deset měsíců v Monrovii v Libérii, kde dokumentovala dopad vzdělávání dívek v ohrožených komunitách, a poté se vrátila ke svému probíhajícímu projektu Re-learning Bodies, který zkoumá, jak se přizpůsobují osoby, které přežily traumata, mimo narativ násilí a zneužívání k jejich novým tělům a zároveň označují absenci efuzivní kultury kolem tělesné pozitivity jako pozoruhodný kulturní fenomén.
Emezi v roce 2018 získala inaugurační cenu Creative Bursary Award od Getty Images a v roce 2018 byla účastnicí New York Portfolio Review. Objevila se v British Journal of Photography, Huffington Post, iD, Nieman Reports, Paper, Vogue, CNN a The Washington Post. V roce 2018 získala grant od generálního konzulátu USA v Lagosu na svůj fotografický seriál zabývající se realitou sexuálního násilí na ženách a zranitelných mladých lidech v Lagosu v Nigérii. V roce 2019 se stala první černošskou Afričankou, která fotografovala pro National Geographic Magazine, a je držitelkou grantu National Geographic Explorer. Yagazie byla mezi inauguračními umělci 2019 vybranými pro uměleckou rezidenci Kehinde Wiley v Black Rock v Senegalu. Její umělecké fotoprojekty mají za cíl kritizovat nigerijský společensko-politický stav a roli, kterou v něm hrají média, a čerpat z historie země a současných událostí.
Emezi byla v roce 2019 nominována na prestižní Rolex Mentor and Protégé Arts Initiative. Působí v poradním výboru organizace Everyday Africa a je přispívající členkou.

## Rozhovory
- 2019 Environmentální změny a rizika pro zdraví žen,[5] přednášející, University of Global Health Equity, Kigali, Rwanda
- 2019 Jak může umění generovat lepší zdravotní výsledky, přednášející, Hamwe Festival. Kigali, Rwanda[6]
- Chronické stavy 2019: Poznání, vidění a léčení těla v globální Africe,[7] přednášející, University of Kansas. Kansas, USA
- 2018 Fast Forward: Women in Photography, přednášející, Lagos Photo Festival. Lagos, Nigérie
- 2018 Hostující přednáška, přednášející, Parsons School of Design New York, USA
- 2017 Rethinking Creation in the Digital Age, přednášející, FCAEA & Everyday Africa. Nairobi, Keňa,
- 2016 Vyprávění prostřednictvím fotografie, přednášející, týden sociálních médií. Lagos, Nigérie.
- 2015 Omezení pro zkoumání fotografie mimo ulice, přednášející, galerie Rele, Lagos, Nigérie.
- 2015 Připojení ke spotřebiteli, co víme a jak to využít, přednášející, mobilní západní Afrika. Lagos, Nigérie.

## Ocenění a granty
- Příjemce grantu National Geographic 2020.[8]
- Příjemce inaugurační ceny Creative Bursary za rok 2018 od Getty Images.[9][10]
- Grant amerického konzulátu 2018 od generálního konzulátu Spojených států Lagos, Nigérie.
- Cena za rok 2017 Distinguished Alumnus Award od University of New Mexico, oddělení afrických studií.

## Výstavy
- Africké bienále fotografie, Bamako, Mali. 2019.[11]
- The Female Lens, Richard Taittinger Gallery, New York, USA. 2019
- Relearning Bodies, Hamwe Festival, Kigali, Rwanda. 2019
- HERE (ZDE), Alliance française, Lagos, Nigérie. 2019
- Současnost a zapomenutí, Vlisco&amp;Co, Art Twenty One. Lagos, Nigérie. 2018
- Festival Pil'ours, Saint Gilles Croix de Vie, Francie. 2018
- Insider/outsider, Women Photograph, Photoville. New York, USA. 2017
- Body Talk, Rafinérie29, Photoville. New York, USA, 2017
- Re-zobrazení kontinentu, Alliance Francais, každodenní Afriky. Nairobi, Keňa. 2017
- LOOK3 Festival of the Photograph, Charlottesville, USA. 2016
- Každodenní projekty ve FotoIstanbul, Istanbul, Turecko. 2016